# Johnny Hallyday Fréjus 30 juillet 1966
Lives par Johnny Hallyday
Johnny Hallyday Fréjus 30 juillet 1966 est un album enregistré en public de Johnny Hallyday, publié à titre posthume le 3 juin 2022. Enregistré et radiodiffusé en direct sur RTL, la restauration de l'archive radiophonique a rendu possible la réalisation du disque.

## Autour de l'album
Références originales : 
- CD RTL-Panthéon-Mercury-Universal 4563713[1].
- 33 tours RTL-Panthéon-Mercury-Universal 4563714[1].

Resté inédit au disque durant 56 ans, cette publication d'un récital du Tour d'été 1966 de Johnny Hallyday est édité dans le cadre de la collection Johnny archives live. Le disque ne restitue pas l'intégralité du tour de chant, il manque pour cela le titre Cheveux longs et idées courtes.

## Les titres
| 1. | Pour moi tu es la seule (Sweet Lovin' Mama)                                      | Ralph Bernet (adaptation)                                         | Johnny « Guitar » Watson                                          | 5min 25s                               |
| 2. | Je l'aime (Girl)                                                                 | Vline Buggy, Hugues Aufray (adaptation)                           | Paul McCartney, John Lennon                                       | 2min 54s                               |
| 3. | Les monts près du ciel (Mountain Of Love (en))                                   | Hubert Wayaffe (adaptation)                                       | Harold Dorman (en)                                                | 3min 49s                               |
| 4. | Pour nos joies et pour nos peines Hallelujah (Michael, Row the Boat Ashore (en)) | Jean-Jacques Debout (adaptation)                                  | Traditionnel                                                      | 2min 44s                               |
| 5. | Maintenant ou jamais (If You Gotta Go, Go Now)                                   | Gilles Thibaut (adaptation)                                       | Bob Dylan                                                         |                                        |
| 6. | Le pénitencier (The House of the Rising Sun)                                     | Vline Buggy, Hugues Aufray (adaptation)                           | Alan Price                                                        | 4min 07s                               |
| 7. | I Got a Woman                                                                    | Ray Charles, Reynald Richard                                      | Ray Charles, Raynald Richard                                      | 7min 43s                               |
| 8. | Jenny Take A Ride (See See Rider (a) - Jenny Jenny (b))                          | Ma Rainey, Lena Arent (a) - Richard Penniman, Enotris Johnson (b) | Ma Rainey, Lena Arent (a) - Richard Penniman, Enotris Johnson (b) | 8min 18s [2min 07s (a) - 6min 11s (b)] |
| 9. | Johnny reviens ! (Johnny B. Goode)                                               | Manou Roblin (adaptation)                                         | Chuck Berry                                                       | 4min 48s                               |

## Musiciens
Orchestre de Johnny Hallyday The Blackburds :
- Guitare et direction d'orchestre : Mick Jones
- Batterie et direction d'orchestre : Tommy Brown
- Basse : Gérard Fournier
- Claviers : Raymond Donnez
- Trompette : Gilles Pellegrini
- Trombone : Luis Fuentes
- Saxophone : Jean Tosan, Gérard Pisani